# Aleksander Mrożek
Aleksander Maria „Alek” Mrożek (ur. 27 sierpnia 1950 w Katowicach) – polski kompozytor, aranżer i instrumentalista (gitary: klasyczna i elektryczna, dobro, pedal steel guitar; sitar, harmonijka). 
Wywodzi się ze śląskiego środowiska muzycznego, uczęszczał do Społecznego Ogniska Muzycznego w Katowicach. Grać na gitarze zaczął w wieku dziesięciu lat. Pobierał lekcje u Artura Konwińskiego. W latach sześćdziesiątych grał w zespołach Białe Błyskawice i Zjawy, grywał także ze śląskimi bluesmanami: Józefem Skrzekiem, Antymosem Apostolisem, Jerzym Piotrowskim i Ireneuszem Dudkiem. W 1968 rozpoczął studia we Wrocławiu. W 1969 poprzez organizowany przez Teatr Laboratorium Jerzego Grotowskiego Międzynarodowy Festiwal Teatru Otwartego zetknął się z brytyjską i amerykańską muzyką hipisowską z okolic psychodelii, fusion i hard rocka, co w efekcie dało kilka lat później początek formacji Nurt. 
Zagrał epizody w dziesięciu filmach, był członkiem czołowych grup rockowych – Test, Porter Band, Stalowy Bagaż, Recydywa, a także kompozytorem muzyki filmowej i teatralnej oraz licznych przebojów dla innych wykonawców – pisał min. dla Grzegorza Markowskiego, Roberta Janowskiego i Izabeli Trojanowskiej. Zajmuje się grafiką i dziennikarstwem muzycznym.

## Działalność muzyczna
1970 – nagroda indywidualna dla instrumentalisty na Ogólnopolskim Festiwalu Młodzieżowej Muzyki Współczesnej, Chodzież '70. 
1971 – rozpoczęcie współpracy z zespołem Nurt. Debiut kompozytorski LP Nurt, "Syn strachu", (Polskie Nagrania, 1973). Grupa zdobyła równorzędną pierwszą nagrodę (wraz z zespołami Hall i Laboratorium) na Ogólnopolskim Festiwalu Awangardy Beatowej, Kalisz '72, a Alek wyróżnienie za kompozycję "Syn strachu". W 1974 zespół dostaje stypendium im. Krzysztofa Komedy na festiwalu Jazz Jamboree '74 i wyróżnienie dla zespołu na festiwalu Jazz nad Odrą '74. 
1974-77 – występy w niemiecko-polskim zespole Katja, Roman & Co. Nagrania płytowe dla wytwórni Amiga i dla Berliner Rundfunk. Występy w licznych programach TV DDR (Schlager Studio, RUND). Równoległa praca muzyka studyjnego w Amiga Studio i Berliner Rundfunk, nagrania płytowe z takimi wykonawcami jak Veronika Fisher, Angelika Mann, Peter & Cott'n, Horst Krueger, Thomas Natchinsky, Monika Hauff & Klaus Henkler. Jako aranżer współpracował z Niną Hagen. Wielokrotne nagrywał też muzykę filmową w DEFA STUDIO w Babelsberg w Poczdamie. W 1977 jako solista (pedal steel guitar) występował dwa sezony w rewii Friedrichstadt-Palast.
1978-79 – rozpoczęcie współpracy z Grupą T, której liderem był Jerzy Krzemiński. Po powrocie do Polski współpraca, nagrania i tournée z zespołem Dwa Plus Jeden. Efektem współpracy jest LP Irlandzki tancerz, (Polskie Nagrania, 1979), przebój Opola 1979 Z popiołu i wosku oraz SP Margarita (Egrem, Havana, 1979). 
1979 – wspólnie z Johnem Porterem i Kazimierzem Cwynarem zakłada zespół Porter Band. Efektem współpracy jest longplay Helicopters (Pronit, 1980), który uzyskał status Płyty Roku i tytuł Grupy Roku dla zespołu. 1980 – zespół kończy współpracę nagraniem koncertowego albumu Mobilization (Wifon, 1982).
1981 – współzałożyciel zespołu Stalowy Bagaż. Zespół nagrywa longplay Stalowy Bagaż, który ukończony 12 grudnia, w noc przed wprowadzenia stanu wojennego został wydany dopiero 21 kwietnia 2017 przez GAD Records pod tytułem "Ciężki Rok". Grupa współpracowała z Izabelą Trojanowską. Nagroda publiczności na festiwalu Opole '81 za piosenkę Pieśń o cegle (kompozycja – A. Mrożek, A. Mogielnicki).
1982 – nagranie LP Układy Izabeli Trojanowskiej (Tonpress, 1982).
1984 – kompozycja i nagranie piosenki dla Grzegorza Markowskiego pt. Ciągły ból głowy do tekstu Bogdana Olewicza z grupą Hazard. Tytuł Piosenki Roku '84 TVP2. Ponadto wziął udział w nagraniu LP Jerzego Rybińskiego Ulica marzeń, który został wydany w 1984. 
1984 – współzałożyciel zespołu Jan Kowalski. Występ na festiwalu Opole '85. Efektem działalności jest LP Inside outside songs (PN Muza, 1985). Klip do pochodzącej z niego piosenki W kaźni wyobraźni (autor – A. Mrożek, B. Łuszczyńska) był Klipem Roku '85 TVP 2.
1985 – zakłada z Andrzejem Pluszczem zespół Recydywa Blues Band (ang. Recidive). Nagrał z nim LP Recidive – live in Rura concert (Polskie Nagrania, 1986). Opuszcza zespół w 1987 roku. Reaktywacja zespołu w 2002 z Kazimierzem Marutem (dr). Śmierć Andrzeja Pluszcza w 2005 przerywa pracę nad kolejną płytą Kac gangstera.
1989 – nagrał pierwszą całkowicie solową płytę Shagya (Poljazz, 1989) wydaną w serii Polish New Age Music.
1993 – kompozycja i wykonanie muzyki do filmu Pora na czarownice (reż. Piotr Łazarkiewicz). Pochodząca z filmu piosenka W nas i wokół nas (A. Mrożek, B. Łuszczyńska) w wykonaniu Roberta Janowskiego została piosenką roku '94 w plebiscycie publiczności TVP2. Soundtrack ukazał się na LP Pora na czarownice (Digiton, 1995). 
1993-94 – autor i współwykonawca (duet Blue Necks, współtworzony z Jackiem Krzaklewskim) cyklicznego, popularyzatorskiego programu edukacyjnego Czary z gitary, emitowanego na antenie TVP3 Wrocław.
1994 – kolejna autorska płyta LP Motyle i kloszardzi – Nurt '94 (Digiton, 1994).
1999 – bierze udział jako jeden z solistów w nagraniu płyty Dwunastu sprawiedliwych Mieczysława Jureckiego – najlepsza polska płyta instrumentalna według miesięcznika Gitara i Bas.
1999-2001 – współkompozytor (wspólnie z Waldemarem Wróblewskim) rock-opery Wilgefortis czyli legenda o kobiecie z brodą do libretta Barbary Łuszczyńskiej. Oratoryjny zapis dokonany w 2001 w dużym studio Polskiego Radia Wrocław.

## Muzyka teatralna
1975 – współpraca z Teatrem Laboratorium Jerzego Grotowskiego. Jako wyraz fascynacji muzyką hinduską założył wraz z Kazimierzem Cwynarem zespół Pańcza Tantra, z którym wystąpił na międzynarodowym festiwalu University Of Research – Wrocław 1975 zorganizowanym przez Teatr Laboratorium. W zespole występowali Kazimierz Cwynar (tabla),  Alek Mrożek (sitar). 
1975 – nagranie dla Wrocławskiego Teatru Pantomimy Henryka Tomaszewskiego do spektaklu "Przyjeżdżam jutro". 
1990 – kompozytor muzyki do spektaklu Die Kiekerikaste (reż. Aleksander Berlin) dla Teatru Współczesnego we Wrocławiu). 
1994 – kompozytor muzyki dla Teatru Telewizji Madame De Sade (reż. Andrzej Sapija).
1996 – kompozytor muzyki dla Teatru Telewizji do serii Bajkowe Biuro Podróży i Chichotu (reż. Paweł Krupski). 

## Muzyka filmowa
1985 – solista (sitar) w nagraniu muzyki do filmu Kamienne Tablice (reż. Czesław Petelski) z orkiestrą Filharmonii Łódzkiej pod dyrekcją Jerzego Maksymiuka. 
1990 – kompozytor muzyki do filmu Dzieci-śmieci (reż. Maciej Dejczer).
1991 – kompozytor muzyki do filmu Kickboxer (reż. Maciej Dejczer).
1994 – kompozycja i wykonanie, film muzyczny Na wodzie (reż. Wojciech Jankowiak, TVP Wrocław). Film prezentowany na TELE 5, Monachium 1994. 
1994 – muzyka do filmu Drogi do Europy (reż. Mirosław Jasiński). 
1994 – muzyka do filmu Tarcza (reż. Mirosław Jasiński). 
1994 – muzyka do programu Telewizyjne Wiadomości Literackie (reż. Stanisław Bereś).
1995 – muzyka do filmu Pora na czarownice. Nagroda na festiwalu Split, Chorwacja '96.
1995 – muzyka i udział w telewizyjnym filmie muzycznym Na drodze (reż. Piotr Łazarkiewicz)
2005 – fragment muzyki do serialu Die Stunde des Offiziers (WFV, Hamburg).
2005 – piosenka do filmu Bezmiar sprawiedliwości (reż. Wiesław Saniewski) pod tytułem Piosenka Parku Południowego (A. Mrożek, B. Łuszczyńska) w wykonaniu Katarzyny Mirowskiej.

## Dyskografia
- 1973 Nurt, Nurt (LP, Polskie Nagrania)
- 1979 Dwa Plus Jeden, Irlandzki tancerz (LP, Wifon)
- 1980 Porter Band, Helicopters (LP, Pronit)
- 1982 Porter Band, Mobilization (LP, Wifon)
- 1982 Izabela Trojanowska, Układy (LP, Tonpress)
- 1985 Jan Kowalski, Inside Outside Songs (LP, Polskie Nagrania)
- 1986 Recydywa, Recidive In Concert (LP, PolJazz)
- 1989 Aleksander Mrożek, Shagya (LP, Polskie Nagrania)
- 1994 Nurt, Motyle i kloszardzi (CD, Digiton)
- 1995 Aleksander Mrożek, Pora na czarownice – soundtrack (CD, Digiton)
- 1996 Recydywa, Recidive In Concert (CD, Second Battle, Berlin)
- 2006 Recydywa, Recydywa (komplet nagrań na jednym CD) (LP, Metal Mind Productions)
- 2013 Alek Mrożek & Gienek Loska, Lepiej niż wczoraj (CD, B&J Music)
- 2013 Nurt The Complete Radio Sessions 1972/1974 (CD, Kameleon Records[7])